# Калпи
Калпи (енгл. Kalpi), индијски град у округу Џалаун у држави Утар Прадеш.

## Историја
Током Индијског устанка 1857. године, Калпи је био једно од главних устаничких упоришта. У близини је погинула Лакшми Беј, Рани од Џансија, борећи се против британске казнене експедиције.

## Демографија
По попису становништва из 2001. године град је имао 42.893 становника. По последњем попису из 2011. град је имао 51.670 становника, од чега 53 % мушкараца, 28 % неписмених и 27 % запослених.